# Evangelische Kirche (Drommershausen)

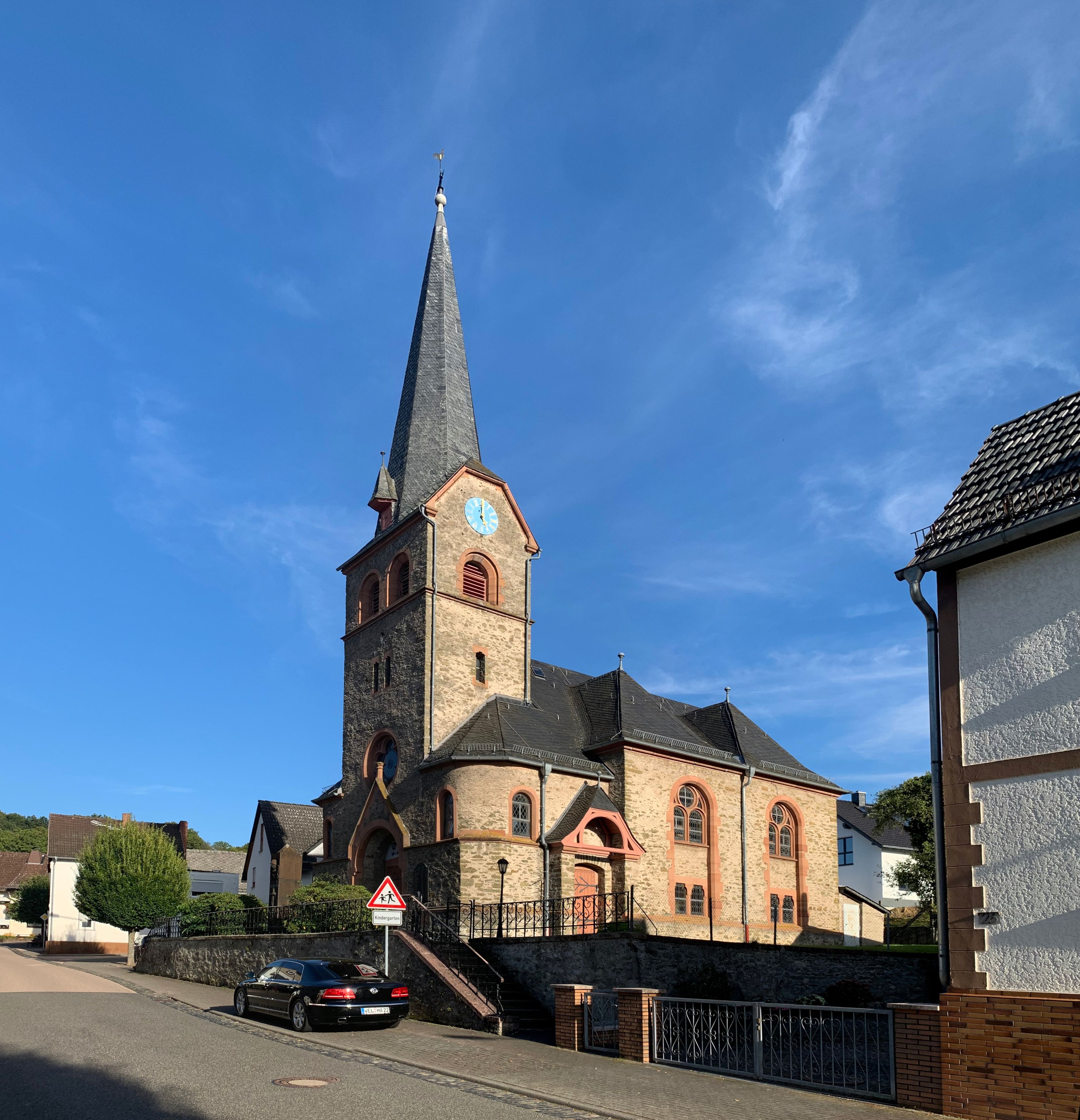
Kirche in Drommershausen

Die Evangelische Kirche Drommershausen ist ein denkmalgeschütztes Kirchengebäude, das in der Gemeinde Drommershausen, einem Stadtteil von Weilburg im Landkreis Limburg-Weilburg in Hessen steht. Die Kirchengemeinde gehört zum Dekanat an der Lahn in der Propstei Nord-Nassau der Evangelischen Kirche in Hessen und Nassau.

## Geschichte
1517 wurde erstmals eine Kapelle erwähnt. Bereits ab 1685 beklagten sich die Pfarrer immer wieder bei dem zuständigen Konsistorium in Weilburg über den Zustand der Kapelle, die inzwischen zu klein für die gewachsene Bevölkerung geworden war und sich zudem in einem desolaten Zustand befand. Ludwig Hofmann wurde mit der Bauplanung beauftragt. Am 29. Mai 1895 wurde der Grundstein zur neuen Kirche gelegt, am 3. September 1896 wurde sie eingeweiht. Die mittelalterliche Kapelle blieb zunächst erhalten, wurde dann jedoch in der Mitte der 1960er Jahre abgerissen.

## Beschreibung
Die Saalkirche ist nicht geostet, sondern erstreckt sich in Nord-Süd-Richtung. In der Fassade zur Straße ist in der Mitte ein rundbogiges Portal eingelassen, welches durch ein Tympanon sowie eine Fensterrose mit Fünfpass bekrönt wird. Seitlich des querrechteckigen Kirchturms steht je ein gerundeter Treppenturm. Neben dem Hauptportal in der Fassade sind zwischen den Treppentürmen und dem Langhaus noch Portale. An den querrechteckigen Chor schließt sich eine halbrunde Apsis an. Der Turm ist mit einem Krüppelwalmdach bedeckt, aus dem sich ein hoher, achtseitiger, spitzer, schiefergedeckter Helm erhebt. In seinem Glockenstuhl hängen drei Kirchenglocken:
| Schlagton | Gießer                             | Gießjahr | Material  | Durchmesser (cm) | Inschrift                                     |
| --------- | ---------------------------------- | -------- | --------- | ---------------- | --------------------------------------------- |
| e′        | Glocken- und Kunstgießerei Rincker | 1925     | Bronze    | 66               | IN SCHWEREN ZEITEN UNSEREN GEFALLENEN GEWEIHT |
| h′        | Bochumer Verein                    | 1951     | Gussstahl | 87               | EHRE SEI GOTT IN DER HÖHE                     |
| d′        | Bochumer Verein                    | 1951     | Gussstahl | 75               | HALTET AN IM GEBET                            |

Das Satteldach des Langhauses wird von zwei quer stehenden Walmdächern gekreuzt. Der mit einem offenen Dachstuhl versehene Innenraum erhält durch die beiden seitlichen Emporen, deren Stützen bis zur Decke reichen, den Eindruck einer dreischiffigen Hallenkirche. Die Orgel wurde 1896 von der Orgelbau Hardt gebaut.